# Мимонь
Мимонь (пол. Mymoń) — лемківське село в Польщі, у гміні Босько Сяноцького повіту Підкарпатського воєводства.
Населення — 368 осіб (2011).

## Розташування
Знаходилася на правому березі річки Віслок, біля підніжжя Низьких Бескидів.

## Історія
На території села знайдено рештки дацьколужицького поселення зламу епохи бронзи і заліза. Також знайдений гунський кий. В часи середньовіччя тут було добре укріплене городище.
У середині XIX ст. власником фільварку разом із Мільчею був Юзеф Клопотовський.
До 1914 року село входило до складу Сяноцького повіту Королівства Галичини та Володимирії монархії Габсбургів (з 1867 року Австро-Угорщини). З 1914 до 1939 років — Сяніцький повіт Львівського воєводства Польської Республіки.
У травні 1915 р. в селі проходили бої між австро-пруськими і російськими військами.
У 1939 р. в селі було переважало польське населення: з 290 жителів села — 15 польськомовних українців і 275 поляків.
У 1975-1998 роках село належало до Кросненського воєводства.

## Демографія
Демографічна структура станом на 31 березня 2011 року:
|          | Загалом | Допрацездатний вік | Працездатний вік | Постпрацездатний вік |
| -------- | ------- | ------------------ | ---------------- | -------------------- |
| Чоловіки | 182     | 34                 | 137              | 11                   |
| Жінки    | 186     | 43                 | 111              | 32                   |
| Разом    | 368     | 77                 | 248              | 43                   |